# Comuna 8 (Ciudad de Buenos Aires)
La Comuna 8 es una de las 15 unidades administrativas en las que está dividida la Ciudad Autónoma de Buenos Aires. Está integrada por los barrios de Villa Soldati, Villa Lugano y Villa Riachuelo. Está ubicada en el sudoeste de la Ciudad, y es la comuna más extensa, con una superficie de 21,9 km, así como la menos densamente poblada, con 8.434,1 hab/km. Su población total según el censo de 2010 es de 187 237 habitantes, de la cual 89 545 son hombres, el 47,8% y 97 692 son mujeres, las que representan el 52,2% del total de la comuna. El censo de 2001 registraba 161 642 habitantes, lo que representa un incremento del 15,8%, siendo la segunda comuna que más creció en los últimos nueve años.
Es la segunda comuna con mayor proporción de extranjeros (23,4%), en su mayoría provenientes de países limítrofes; de los cuales un 46,6% es de origen boliviano, seguido por los de origen paraguayo (37,9%).

## Historia

### Primeros pobladores
La zona formaba parte del paisaje del Paso de Burgos, por estar en tierras de Bartolomé de Burgos y cerca del 1600 era atravesada por un camino que se usaba para el transporte de ganado que venía desde La Matanza. Cerca del 1800, la zona formaba parte de San José de Flores y eran terrenos anegadizos de poco valor.

En 1888 la Sociedad de Tierras General Pobladora obtuvo por ley un permiso para el dragado de los últimos 33 kilómetros del Riachuelo. Si bien no se realizaron dichas obras, esta compañía abrió calles y vendió algunos terrenos donde se instalaron tambos y chacras, parajes luego bautizados con el nombre de "villa del Riachuelo", la que luego daría origen al barrio homónimo.

### SigloXX
En 1905 se construye el viejo puente de la Noria, a unos 200 metros del actual, en terrenos donde se ubica el actual autódromo. El nuevo puente se construiría en 1944, luego de rectificado el Riachuelo.
En 1908 José Ferdinando Francisco Soldati se enamoró de la zona y adquirió tierras, que luego loteó con la intención de que se poblaran rápidamente. Esto, la llegada del ferrocarril ese mismo año y el esfuerzo de los vecinos harán que la zona prospere con el tiempo, aunque al principio no tuviera mucho éxito. Dichos loteos luego se convertirían en los barrios de Villa Lugano y Villa Soldati.
Debido a las graves inundaciones de 1884, 1900 y 1911, el gobierno decidió rectificar y canalizar el Riachuelo en 1913. Las obras se iniciaron en 1922.
En 1952 se inauguró el autódromo.
Entre 1960 y 1980 se construyeron complejos habitacionales a gran escala: el Barrio General Savio, Barrio Soldati y Piedrabuena, entre los ejemplos más destacados.
En la década de 1980 comenzó a funcionar el Premetro, que comunica la zona con el subte, y a través de este, con el centro de la ciudad.
En 1982 se inauguró el Parque de la Ciudad.

### Creación de la Comuna
Esta comuna fue establecida en el año 1996, al sancionarse la constitución de la ciudad de Buenos Aires. Jurídicamente fue reglamentada mediante la ley N.º 1777, denominada “Ley Orgánica de Comunas”, sancionada por la Legislatura de la Ciudad de Buenos Aires el 1 de septiembre de 2005, promulgada por el decreto N.º 1518 del 4 de octubre del mismo año y publicada 3 días después en el Boletín Oficial de la Ciudad Autónoma de Buenos Aires N.º 2292.

### SigloXXI: otros acontecimientos
En diciembre de 2014, La Legislatura de la ciudad aprobó el Plan Maestro para la comuna 8. En 2010 la comuna se vio convulsionada por la toma de tierras en la Ciudad de Buenos Aires comenzó cuando varias personas intentaron tomar ilegalmente el espacio público de Villa Soldati a comienzos de diciembre de 2010. Las investigaciones  judiciales encontraron que toma estuvo organizada por punteros políticos de Unen. y funcionarios porteños del IVC.
En 2020, se crea a través del decreto 245, el Hospital General de Agudos Cecilia Grierson en terrenos del Parque de la Ciudad.

## Demografía
| Población Histórica de la COMUNA 8 de la Ciudad Autónoma de Buenos Aires | Población Histórica de la COMUNA 8 de la Ciudad Autónoma de Buenos Aires | Población Histórica de la COMUNA 8 de la Ciudad Autónoma de Buenos Aires | Población Histórica de la COMUNA 8 de la Ciudad Autónoma de Buenos Aires |
| Año                                                                      | Habitantes                                                               | Censo de Población                                                       | Refer.                                                                   |
| ------------------------------------------------------------------------ | ------------------------------------------------------------------------ | ------------------------------------------------------------------------ | ------------------------------------------------------------------------ |
| 1991                                                                     | 151 078                                                                  | Censo argentino de 1991                                                  | [ 14 ]                                                                   |
| 2001                                                                     | 161 642                                                                  | Censo argentino de 2001                                                  | [ 14 ]                                                                   |
| 2010                                                                     | 187 237                                                                  | Censo argentino de 2010                                                  | [ 14 ]                                                                   |
| 2022                                                                     | 204 842                                                                  | Censo argentino de 2022                                                  | [ 2 ]                                                                    |

| Población Histórica de los BARRIOS de la COMUNA 8 de la Ciudad Autónoma de Buenos Aires (CABA) | Población Histórica de los BARRIOS de la COMUNA 8 de la Ciudad Autónoma de Buenos Aires (CABA) | Población Histórica de los BARRIOS de la COMUNA 8 de la Ciudad Autónoma de Buenos Aires (CABA) | Población Histórica de los BARRIOS de la COMUNA 8 de la Ciudad Autónoma de Buenos Aires (CABA) | Población Histórica de los BARRIOS de la COMUNA 8 de la Ciudad Autónoma de Buenos Aires (CABA) | Población Histórica de los BARRIOS de la COMUNA 8 de la Ciudad Autónoma de Buenos Aires (CABA) |
| Puesto                                                                                         | Barrio                                                                                         | Censo 1991                                                                                     | Censo 2001                                                                                     | Censo 2010                                                                                     | Censo 2022                                                                                     |
| ---------------------------------------------------------------------------------------------- | ---------------------------------------------------------------------------------------------- | ---------------------------------------------------------------------------------------------- | ---------------------------------------------------------------------------------------------- | ---------------------------------------------------------------------------------------------- | ---------------------------------------------------------------------------------------------- |
| 1°                                                                                             | Villa Lugano                                                                                   | 100 866                                                                                        | 108 170                                                                                        | 126 374                                                                                        | Sin cambios                                                                                    |
| 2°                                                                                             | Villa Soldati                                                                                  | 35 400                                                                                         | 39 477                                                                                         | 46 779                                                                                         | Sin cambios                                                                                    |
| 3°                                                                                             | Villa Riachuelo                                                                                | 14 812                                                                                         | 13 995                                                                                         | 14 084                                                                                         | Sin cambios                                                                                    |
| TOTAL                                                                                          | COMUNA 8                                                                                       | 151 078                                                                                        | 161 642                                                                                        | 187 237                                                                                        | 204 842                                                                                        |

## Trama urbana
El tejido urbano de la Comuna 8 se caracteriza por su fragmentación. La trama amanzanada no llega hasta el Riachuelo, lo que dificulta su accesibilidad. La presencia de grandes predios es una característica destacada de esta estructura urbana. El Autódromo, Parque Roca y el Parque de la Ciudad son los predios de mayor superficie. Asimismo, se encuentran otros espacios verdes públicos de otras dimensiones, como el Parque Indoamericano y el Parque de las Victorias. Otro conjunto de grandes predios, lo constituyen los clubes y asociaciones deportivas, localizados al norte de la comuna, que abarcan grandes parcelas, con pocas o ausentes calles internas y de acceso público restringido.
En cuanto a la infraestructura vial y de transporte, se cuenta con ferrocarril, premetro, líneas de colectivo urbano, autopistas, y grandes avenidas.

### Déficit habitacional
La Comuna 8 es la comuna que presenta el mayor porcentaje de hogares con déficit habitacional, según un informe del Instituto de  Vivienda de la Ciudad (IVC).
En esta comuna existen siete importantes villas de emergencias: 
| Nombre                                | Delimitación                                                              | Barrio          | Habitantes |
| ------------------------------------- | ------------------------------------------------------------------------- | --------------- | ---------- |
| Calacita                              | Barros Pazos, Lacarra, B.y Ordóñez, Laguna. En proceso de urbanización.   | Villa Soldati   | s/d        |
| Barrios Ramón Carrillo 1 y Carrillo 2 | Mariano Acosta, Castañares, Lacarra, Avenida Riestra.                     | Villa Soldati   | s/d        |
| Los Piletones                         | Lacarra, B. Pazos, Parque Indoamericano, Lago Soldati                     | Villa Soldati   | s/d        |
| Villa 3 o Barrio Fátima               | Av. M. Acosta, Somellera, Lacarra, A. M. Janner                           | Villa Soldati   | s/d        |
| Ciudad Oculta                         | Av. Piedrabueno, Av. Eva Perón, M. Leguizamón y Rucci, Crisóstomo Álvarez | Villa Lugano    | 20.000     |
| Villa 20                              | Av. Cruz, Larraya, B y Ordóñez, Miralla, FF. Belgrano, Av. Escalada       | Villa Lugano    | 19.195     |
| Villa Dulce                           | J.L.Suárez,Echeandía,Saladillo, Zuviría                                   | Villa Lugano    | s/d        |
| Villa 16                              | Madariaga, Timoteo Gordillo, Lisandro de la Torre, Tabaré                 | Villa Riachuelo | s/d        |

## Junta Comunal

### Composición 2023-2027
| Comuneros | Comuneros | Comuneros                 | Alianza | Alianza              |
| --------- | --------- | ------------------------- | ------- | -------------------- |
|           | PJ        | Lautaro Miguel Eviner     |         | Unión por la Patria  |
|           | PJ        | Nayla Belén Loitegui      |         | Unión por la Patria  |
|           | PJ        | Juan Ignacio Mallo        |         | Unión por la Patria  |
|           | UCR       | Josias Nahum Vázquez      |         | Juntos por el Cambio |
|           | UCR       | Berta Santillán           |         | Juntos por el Cambio |
|           | PRO       | Carlos Marcelo Martínez   |         | Juntos por el Cambio |
|           | LLA       | Antonella Belén Santagada |         | La Libertad Avanza   |

### Presidentes de la Junta Comunal
| N.º | Presidente            | Partido | Partido               | Alianza               | Período                                           |
| --- | --------------------- | ------- | --------------------- | --------------------- | ------------------------------------------------- |
| 1   | Rosalía Eva Ferraro   |         | Propuesta Republicana | Propuesta Republicana | 10 de diciembre de 2011 - 10 de diciembre de 2015 |
| 2   | Rosalía Eva Ferraro   |         | Propuesta Republicana | Unión PRO             | 10 de diciembre de 2015 - 10 de diciembre de 2019 |
| 3   | Miguel Ángel Eviner   |         | Partido Justicialista | Frente de Todos       | 10 de diciembre de 2019 - 10 de diciembre de 2023 |
| 4   | Lautaro Miguel Eviner |         | Partido Justicialista | Unión por la Patria   | 10 de diciembre de 2023 - En el Cargo             |